# رابرت گولریک
رابرت گولریک (به انگلیسی: Robert Goolrick) (زادهٔ ۱۹۴۸ میلادی) نویسندهٔ آمریکایی است.

## زندگی
رابرت گولریک در سال ۱۹۴۸ زاده شد. برای تحصیل به دانشگاه جانز هاپکینز در شهر بالتیمور رفت و چند سالی نیز در اروپا زندگی کرد.
گولریک هم‌اکنون در یکی از شهرهای کوچک ایالت ویرجینیا زندگی می‌کند. رمان «زنی پاک و ساده» از دیگر آثار این داستان‌نویس از سوی نیویورک تایمز لقب بهترین رمان سال را دریافت کرد و نسخهٔ جیبی رمان دیگری از او به نام «بیدادگران» با استقبال ویژه‌ای در فرانسه روبه‌رو شد.
همچنین رمان «ورود یک دوره‌گرد» دیگر اثر رابرت گولریک در سال ۲۰۱۲ برندهٔ نهمین جایزهٔ ادبی فروشگاه‌های زنجیره‌ای ویرژین مگاستور فرانسه شد. این در حالی است که این رمان تنها چند روز قبل یعنی از پنج‌شنبه ۲۳ اوت ۲۰۱۲ توسط ناشر آن «انتشارات کاریر» در کتابفروشی‌های فرانسوی عرضه شده بود.

## آثار
- ۱۹۸۷— سرگذاشتن به شگفت‌زار (به انگلیسی: Heading Out to Wonderful) (عنوان، در فرانسه: «ورود یک دوره‌گرد»)
- ۲۰۰۷ — پایان جهان آن‌طور که ما می‌دانیم (به انگلیسی: The End of the World as We Know It) (عنوان در فرانسه: بیدادگران)
- ۲۰۰۹ — زنی قابل‌اعتماد (به انگلیسی: A Reliable Wife) (عنوان در فرانسه: زنی پاک و ساده)